# Tsuyoshi Kawachi
Tsuyoshi Kawachi (河内 剛, Kawachi Tsuyoshi, nascido em 4 de janeiro de 1945) é um ex-ciclista olímpico japonês. Kawachi representou seu país nos Jogos Olímpicos de Verão de 1964, em Tóquio.